# 日真名氏飛び出す
日真名氏飛び出す（ひまなしとびだす）は、日本のテレビドラマ。ラジオ東京テレビ（KRT、現:TBS）で1955年4月9日に放送を開始した、同局最初の連続ドラマである。また、連続ドラマにレギュラースポンサーかつ一社提供スポンサーがついた最初のテレビ番組でもある。

## 概要
当初、プロデューサー格である電通の岡田三郎は、ニュースショーのような番組を企画していたが、映画評論家の双葉十三郎と相談した結果、「サスペンス調のアクションものをやろう」という運びになった。双葉の原案や斎藤豊吉らの脚本により、世界観にユーモアが加えられた。
タイトルは戦前の米国映画『悪魔が飛び出す』と、「暇な奴」をもじったもの。
テレビドラマ創生期において、テレビドラマは映画業界から「電気紙芝居」と蔑まれ、テレビ局にとって俳優のキャスティングは困難な環境下にあった。制作にあたって、スタッフは東宝の脇役・久松保夫および文学座の高原駿雄という、一般的に無名だった2人を主演に起用した。
同作は久松演じる日真名の明るいキャラクターが受け、推理小説ブームを背景に人気を高め、49.5％の高視聴率を記録したこともあるヒット作となった。なお、最高視聴率に関しては、テレビ局側の独自調査で71%とする結果が残されている。

### 放送期間・時間
1955年4月9日から1962年7月14日まで
- 毎週土曜日 21:10 - 21:40（1955年4月9日 - 1956年3月31日）
- 毎週土曜日 21:15 - 21:45（1956年4月7日 - 1960年4月30日）
- 毎週土曜日 21:30 - 22:00（1960年5月7日 - 1962年7月14日）

### スポンサー
製薬会社の三共（現在の第一三共及び第一三共ヘルスケア）の一社提供。
作中に、ドラッグストアを模したセットの場面が組まれ、そこで作中人物が三共の栄養ドリンクを飲む、という内容の生コマーシャルが行われた。

## キャスト
- 日真名進介 - 久松保夫
- 泡手大作 - 高原駿雄
- 宮地晴子
- 笹森礼子
- 淡京子
- 関弘子
- 二本柳寛
- 南洋子
- 武藤英司
他

## スタッフ
- 原案 - 双葉十三郎
- 脚本 - 斎藤豊吉、大倉佐兎、長谷川公一、久保田耕一 他
- 演出 - 高橋太一郎 他

### 音楽
- 「日真名氏飛び出す」のテーマ
作曲 - 水藻秀男

## 制作局以外のネット局
- 北海道放送
- 東北放送
- 信越放送 (1958年10月25日開局から[5])
- 中部日本放送（現：CBCテレビ）
- 大阪テレビ放送 → 朝日放送大阪テレビ → 朝日放送テレビ
- 山陽放送（当時の名称はラジオ山陽テレビ、現：RSK山陽放送）（当時の放送対象エリアは岡山県のみ）
- ラジオ中国テレビ（現：中国放送）
- 西日本放送（当時の放送対象エリアは香川県のみ）
- ラジオ九州テレビ → RKB毎日放送
他

## 内容

### あらすじ
カメラマンの日真名進介と助手の泡手大作が、素人探偵として事件を解決していく。